# Фалстер
Фалстер (дан. Falster) је острво у југоисточној Данској. Налази се у Балтичком мору и има површину од 514 км². Почетком 2010. на острву је живело 43.398 људи. Највећи град је Никобинг Фалстер са 16.464 становника, што је више од 40% становништва острва.
Фалстер је на северу повезан са острвом Селанд мостовима Фаро (Farøbroerne). Ту поролази саобраћајница која повезује Хамбург и Копенхаген. На југозападу је Фалстер подморским тунелом повезан са острвом Лоланд. Ова два острва повезују још два моста. 